# Nylon
 For alternative betydninger, se Nylon (flertydig). (Se også artikler, som begynder med Nylon)
Nylon er et syntetisk polymer, der er sammensat af mange enheder af en diamin og en dicarboxylsyre ved hjælp af amidbindinger. Derfor kaldes stoffet ofte polyamid. Alt efter hvilke monomerer der polymeriseres opnås forskellige egenskaber af stoffet. Det var den første syntetiske fiber, som blev fremstillet udelukkende på basis af uorganiske råstoffer: kul, vand og luft.
Nylon blev første gang fremstillet i 1935, men det var i 1939 det amerikanske firma DuPont som de første påbegyndte industriel produktion af stoffet. Det var særlig aktuelt til damestrømper og erstattede silke i fremstillingen af faldskærme. I Tyskland fandt industrikoncernen Bayer frem til et lignende stof, der blev markedsført som Perlon. I DDR fik stoffet navnet Dederon, opkaldt efter DDR selv med endelsen -on.
Fordelene ved nylon/polyamid er, at det har en god slidstyrke, er elastisk og krølmodstandsdygtigt, har stor trækstyrke, er termoplastisk, optager mere fugt end andre syntetiske fibre og let kan blandes med andre fibertyper. Det krymper ikke væsentligt, og har desuden en god genrejsningsevne i gulvtæpper. Ulemperne er, at polyamid let optager snavs, bliver statisk elektrisk, har en dårlig isoleringsevne og ligner plastic. Nedbrydes hurtigt i sollys, hvis den ikke tilsættes lysstabilisatorer.
Som materiale direkte på kroppen er nylon mindre behageligt, med mindre det spindes som en mikrofiber. Polyamid er mest velegnet til blandingsprodukter. Nylon bruges blandt andet til:
- strenge til guitarer
- Reb
- Garn til ruser og andre net/garn anvendt indenfor fiskeri
- Regntøj
- Sikkerhedsseler

## Maskindele
Maskindele af nylon kan fremstilles ved sprøjtestøbning. Tandhjul, afstandsbøsninger, skruer og forskellige dele til fastgørelse fremstilles ofte af nylon. Nylon kan indgå i kompositmaterialer. Anvendt til maskindele uden alt for høj belastning, er nylon meget holdbart, og det "arbejder" godt sammen med maskindele af messing. Blandt nylons mere kedelige egenskaber er dets letsmeltelighed og store brændbarhed. Nylon var, sammen med en atmosfære af ren ilt, medvirkende til den katastrofale brand på Apollo 1 i 1967.